# Veliki rombasti mišić
Veliki rombasti mišić (lat. musculus rhomboideus major) je mišić stražnje strane trupa. Mišić inervira lat. nervus dorsalis scapualae.

## Polazište i hvatište
Mišić polazi sa šiljastih nastavka prsnih kralježaka (2. – 5.), ide dolje i lateralno i hvata se za medijalni rub lopatice.